# 隼人の反乱
隼人の反乱（はやとのはんらん）は、720年（養老4年）九州南部に住む隼人が朝廷に対して起こした反乱である。
1年半近くに及ぶ戦いは隼人側の敗北で終結し、朝廷の九州南部における支配が確立した。

## 背景
7世紀後半の九州南部は朝廷の勢力が及んでいたものの支配体制は完全ではなく、熊襲あるいは隼人と呼ばれる住民が多くの集団に分かれて割拠する状況であった。朝廷は自らの勢力範囲に広く律令制を導入することを試みていたが九州南部においては住民の支持を得られなかった。これは律令制が稲作を制度の中心に据えており、稲作に適さないシラス土壌の広がる九州南部には適合しなかったためである。
一方、南西諸島を経由した中国大陸との交流が活発化しており、朝廷は覓国使（べっこくし、くにまぎのつかい）と呼ばれる調査隊を組織して九州南部と南西諸島の調査を行っていたが、700年（文武天皇4年）に覓国使が九州南部各地で現地住民から威嚇を受ける事件が発生した。
朝廷は大宰府に武器を集め702年（大宝2年）8月、薩摩・多褹の叛乱を契機に、九州南部に兵を送るとともに、日向国を分割して唱更国（後の薩摩国）を設置し現地の支配体制を強化した。さらに713年（和銅6年）には大隅国が日向国から分置され、当時律令制導入の先進地であった豊前国から5000人を移住させ指導に当たらせるなど支配体制がさらに強化されている。律令制、特に国郡制の導入や班田収授法を推し進めようとする朝廷と、九州南部において共同体的な土地利用形態を守ってきた隼人との間で緊張が高まった。

## 反乱
養老4年（720年）2月29日、大宰府から朝廷へ「大隅国国司の陽侯史麻呂が殺害された」との報告が伝えられた。朝廷は3月4日、大伴旅人を征隼人持節大将軍に、笠御室と巨勢真人を副将軍に任命し隼人の征討にあたらせた。
隼人側は数千人の兵が集まり7ヶ所の城に立て籠もった。これに対して朝廷側は九州各地から1万人以上の兵を集め九州の東側および西側からの二手に分かれて進軍し、6月17日には5ヶ所の城を陥落させたと報告している。しかしながら残る曽於乃石城（そおのいわき）と比売之城（ひめのき）の2城の攻略に手間取り長期戦となった。大伴旅人は戦列を離れ8月12日に都に戻りその後の攻略を副将軍らに任せている。
1年半近くにわたった戦いは隼人側の敗北で終結し、養老5年（721年）7月7日、副将軍らは隼人の捕虜を連れて都に戻った。隼人側の戦死者と捕虜は合わせて1400人であったと伝えられている。反乱のため班田収授法の適用は延期されることになり戦乱から80年近く経過した延暦19年（800年）になってようやく適用されている。

## 関連遺跡

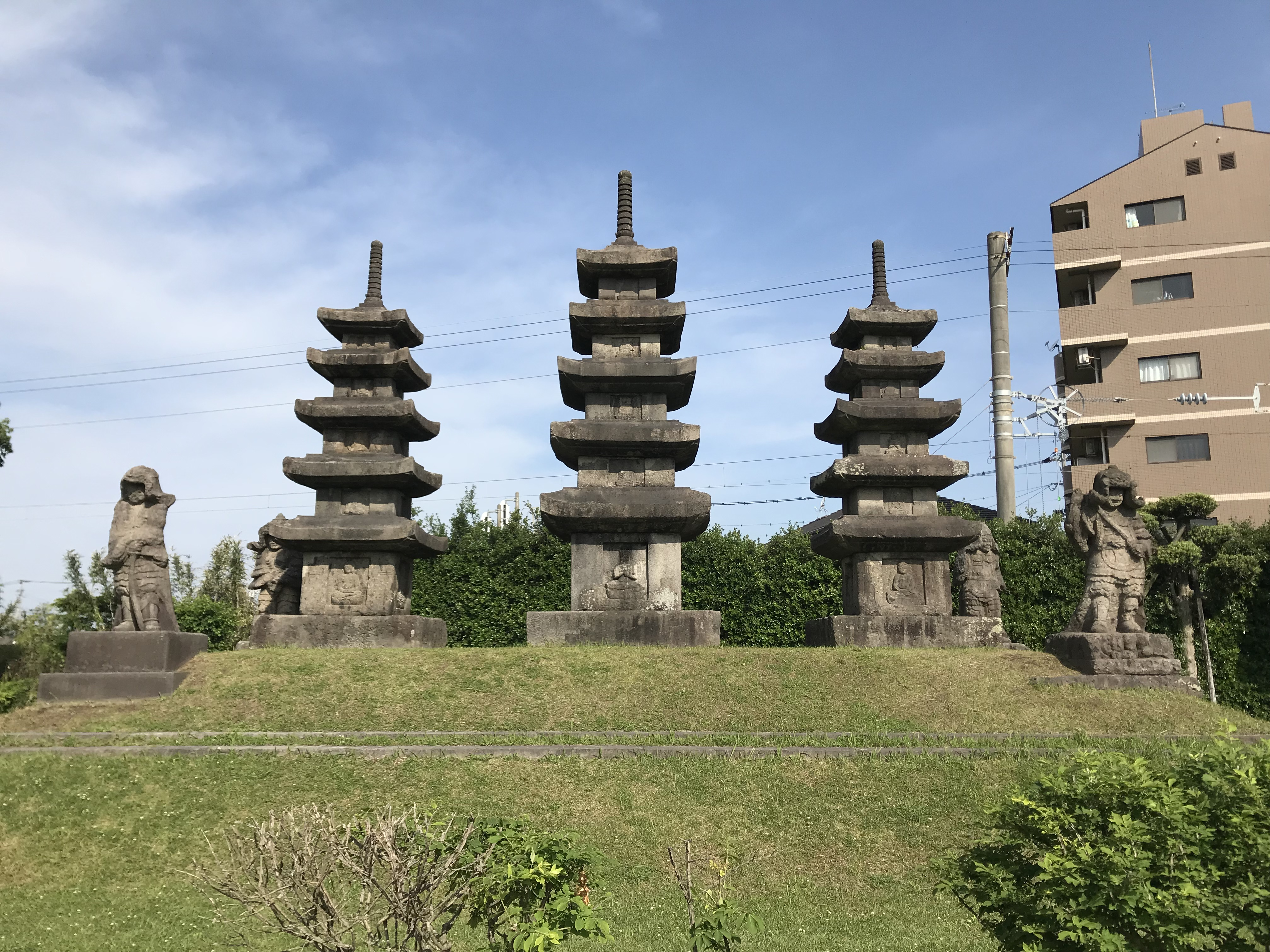
隼人塚

隼人七城
隼人側が立て籠もった7ヶ所の城は『八幡宇佐宮御託宣集』によると、奴久等、幸原、神野、牛屎、志加牟、曽於乃石城、比売之城であったとされている。このうち曽於乃石城は国分城と清水城、比売之城は姫木城と橘木城であったと考えられているが、他の5城については国分平野付近に集中していたとする説と九州南部に広く分散していたとする説がある（現在の鹿児島県伊佐市は中世まで牛屎院と呼ばれた）。
隼人塚、凶首塚
戦死者の霊を弔うため戦場近くに隼人塚、朝廷側の拠点であった豊前国には凶首塚（現在の宇佐市百体神社）が建てられた。
亀ノ甲遺跡
1953年（昭和28年）12月、霧島市の向花小学校拡張工事中に刀剣や土器などが発見され、隼人の反乱で殺害された国司の墓所ではないかと考えられている。